# جو كوندو
جو كوندو (باليابانية: 近藤譲؛ بالكانا: こんどう じょう) هو ملحن وأستاذ جامعي وموسيقي ياباني، ولد في 28 أكتوبر 1947 في طوكيو في اليابان.

## وصلات خارجية
- جو كوندو على موقع ميوزك برينز (الإنجليزية)
- جو كوندو على موقع ديسكوغز (الإنجليزية)